# قزل ارسلان (فیلم)
قزل ارسلان (فیلم) فیلمی به کارگردانی و نویسندگی شاپور یاسمی ساختهٔ سال ۱۳۳۶ است.

## خلاصه داستان
«قزل ارسلان» (پسر امیرارسلان) روزی تصویری از «مه لقا» دختر «پاپاس شاه» را می‌بیند و شیفته اش می‌شود و در جستجوی او به شهری می‌رسد و در آنجا درمی یابد که پاپاس شاه دشمن پدرش است و وقتی دست به شمشیر می‌شود توسط «سهیل وزیر» جادو شده و گرفتار پسر فولادزره دیو می‌گردد...

## بازیگران
- ایلوش در نقش امیرارسلان
- ناصر انقطاع در نقش قزل ارسلان
- نورجهان در نقش مه‌لقا
- حسین محسنی در نقش سهیل وزیر
- عباس مصدق در نقش پاپاس‌شاه
- خانم قاجار در نقش ریحانه جادو
- خانم کالینا در نقش دمامه جادو
- خانم پری در نقش ندیمه